# 스페인 U-21 축구 국가대표팀

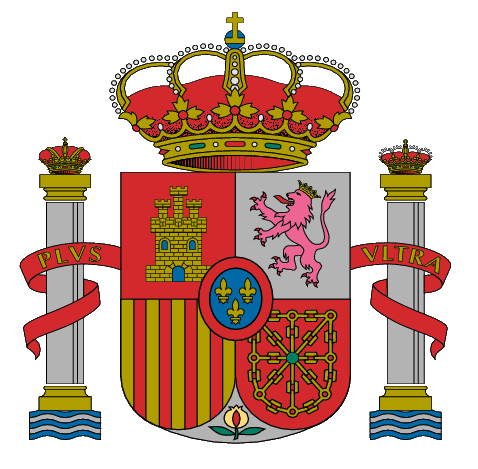

스페인 U-21 축구 국가대표팀은 스페인을 대표하는 21세 이하 축구 국가대표팀이다.

## 국제 대회 경력

### UEFA U-21 축구 선수권 대회
UEFA U-21 챔피언십 본선에는 16번 출전하여 5의 우승과 3번의 준우승 등 무려 12번의 대회에서 5강 이상의 놀라운 성적을 거두었다.

### UEFA U-21 축구 선수권 대회 기록
| 1978 | 예선 탈락 | 예선 탈락 | 예선 탈락 | 예선 탈락 | 예선 탈락 | 예선 탈락 | 예선 탈락 | 예선 탈락 | 예선 탈락 |
| 1980 | 예선 탈락 | 예선 탈락 | 예선 탈락 | 예선 탈락 | 예선 탈락 | 예선 탈락 | 예선 탈락 | 예선 탈락 | 예선 탈락 |
| 1982 | 8강       | 6         | 5         | 0         | 1         | 14        | 5         |           |           |
| 1984 | 준우승    | 10        | 5         | 2         | 3         | 11        | 11        |           |           |
| 1986 | 우승      | 10        | 7         | 1         | 2         | 18        | 9         |           |           |
| 1988 | 8강       | 8         | 4         | 2         | 2         | 10        | 4         |           |           |
| 1990 | 8강       | 6         | 4         | 0         | 2         | 5         | 4         |           |           |
| 1992 | 예선 탈락 | 예선 탈락 | 예선 탈락 | 예선 탈락 | 예선 탈락 | 예선 탈락 | 예선 탈락 | 예선 탈락 | 예선 탈락 |
| 1994 | 3위       | 12        | 9         | 2         | 1         | 21        | 9         |           |           |
| 1996 | 준우승    | 14        | 10        | 3         | 1         | 34        | 14        |           |           |
| 1998 | 우승      | 11        | 10        | 1         | 0         | 21        | 6         |           |           |
| 2000 | 3위       | 14        | 11        | 3         | 0         | 31        | 7         |           |           |
| 2002 | 예선 탈락 | 예선 탈락 | 예선 탈락 | 예선 탈락 | 예선 탈락 | 예선 탈락 | 예선 탈락 | 예선 탈락 | 예선 탈락 |
| 2004 | 예선 탈락 | 예선 탈락 | 예선 탈락 | 예선 탈락 | 예선 탈락 | 예선 탈락 | 예선 탈락 | 예선 탈락 | 예선 탈락 |
| 2006 | 예선 탈락 | 예선 탈락 | 예선 탈락 | 예선 탈락 | 예선 탈락 | 예선 탈락 | 예선 탈락 | 예선 탈락 | 예선 탈락 |
| 2007 | 예선 탈락 | 예선 탈락 | 예선 탈락 | 예선 탈락 | 예선 탈락 | 예선 탈락 | 예선 탈락 | 예선 탈락 | 예선 탈락 |
| 2009 | 조별 리그 | 13        | 10        | 1         | 2         | 27        | 7         |           |           |
| 2011 | 우승      | 15        | 12        | 2         | 1         | 31        | 8         |           |           |
| 2013 | 우승      | 15        | 14        | 1         | 0         | 47        | 5         |           |           |
| 2015 | 예선 탈락 | 예선 탈락 | 예선 탈락 | 예선 탈락 | 예선 탈락 | 예선 탈락 | 예선 탈락 | 예선 탈락 | 예선 탈락 |
| 2017 | 준우승    | 17        | 11        | 2         | 2         | 43        | 12        |           |           |
| 2019 | 우승      | 15        | 13        | 0         | 2         | 45        | 16        |           |           |
| 2021 | 4강       | 15        | 12        | 2         | 1         | 27        | 3         |           |           |
| 2023 | 준우승    | 13        | 12        | 1         | 1         | 50        | 10        |           |           |

## 역대 감독
| 감독                       | 임기        |
| -------------------------- | ----------- |
| 호세 산타마리아            | 1978 ~ 1980 |
| 루이스 수아레스 미라몬테스 | 1980 ~ 1982 |
| 헤수스 마리아 페레다       | 1988 ~ 1992 |
| 하비에르 클레멘테          | 1992 ~ 1996 |
| 후안 라몬 로페스 카로      | 2008 ~ 2010 |
| 루이스 미야                | 2010 ~ 2012 |
| 훌렌 로페테기              | 2012 ~ 2014 |
| 알베르트 셀라데스          | 2014 ~ 2018 |

## 같이 보기

### 남자
- 스페인 축구 국가대표팀
- 스페인 U-23 축구 국가대표팀
- 스페인 U-21 축구 국가대표팀
- 스페인 U-20 축구 국가대표팀
- 스페인 U-19 축구 국가대표팀
- 스페인 U-18 축구 국가대표팀
- 스페인 U-17 축구 국가대표팀
- 스페인 U-16 축구 국가대표팀
- 스페인 U-15 축구 국가대표팀

### 여자
- 스페인 여자 축구 국가대표팀
- 스페인 여자 U-23 축구 국가대표팀
- 스페인 여자 U-20 축구 국가대표팀
- 스페인 여자 U-19 축구 국가대표팀
- 스페인 여자 U-17 축구 국가대표팀